# Todeszug nach Yuma
Todeszug nach Yuma (Originaltitel: 3:10 to Yuma) ist ein US-amerikanischer Spät- bzw. „Neo-Western“ von James Mangold aus dem Jahr 2007 mit Christian Bale und Russell Crowe in den Hauptrollen. Das Drehbuch schrieben Halsted Welles, Michael Brandt und Derek Haas. Der Film ist eine Neuverfilmung („Remake“) des Westernklassikers Zähl bis drei und bete  mit Felicia Farr, Glenn Ford und Van Heflin aus dem Jahr 1957. Beide Filme beruhen auf der 1953 veröffentlichten Kurzgeschichte Three-Ten to Yuma von Elmore Leonard. Todeszug nach Yuma ist allerdings durch zusätzliche Nebengeschichten eine halbe Stunde länger und hat statt einer FSK-12- eine FSK-16-Freigabe.

## Handlung
Das Arizona-Territorium im August 1884: Der Farmer und kriegsversehrte Veteran der Unionsarmee Dan Evans kämpft mit wirtschaftlichen Problemen, da seit längerer Zeit eine Dürre herrscht und ihm wegen Überschuldung der Verlust seiner Farm droht. Er hat das Gefühl, dass seine Frau und seine zwei Söhne ihn für einen Versager halten aufgrund eines im Sezessionskrieg verlorenen Beins und der Schwierigkeiten, die Farm zu betreiben.
Der Gesetzlose, Räuber und Mörder Ben Wade, dessen Bande zuvor vor Evans’ Augen eine Kutsche mit Lohngeldern überfallen hat, wird in Bisbee festgenommen. Man würde eigentlich gerne kurzen Prozess mit ihm machen, fürchtet aber die Rache seiner Männer und will ihn deshalb auch nicht in dem kleinen Städtchen behalten. Butterfield, ein hoher Mitarbeiter der Eisenbahngesellschaft Southern Pacific Railroad, will ihn in die Stadt Contention bringen, wo dieser mit dem 3:10-Uhr-Zug zum Bundesgericht in Yuma fahren soll. Dazu braucht er einige Männer, und Evans erklärt sich für 200 Dollar bereit, die Gruppe zu begleiten. Mit dem Geld könnte er die Farm retten, und außerdem sieht er darin eine Möglichkeit, seiner Familie zu beweisen, dass er kein Versager ist. Ohne Evans’ Wissen folgt sein vierzehnjähriger Sohn William dem Konvoi. Unterdessen plant die von Wades rechter Hand Charlie Prince angeführte Bande die Befreiung ihres Anführers.
Im Laufe der Reise wird die Gruppe immer mehr dezimiert, bis letztlich nur noch Evans, William und Butterfield mit Wade in Contention ankommen. Wade hatte unterwegs die Gruppe bei einem Indianerangriff gerettet, Evans wiederum hatte Wade nicht zurückgelassen, als dieser auf Geheiß des Bruders eines seiner früheren Opfer gefoltert wurde. Wegen der gemeinsam durchgestandenen Gefahren beginnen Evans und Wade, einander immer mehr zu respektieren.
In der Stadt holt sich Butterfield die Unterstützung des Marshals und zweier Hilfssheriffs. Zusammen verschanzen sie sich in einem Hotel, um auf den Zug zu warten – als schließlich Charlie Prince mit der Bande die Stadt erreicht und jedem Mann 200 Dollar Kopfgeld für jeden Getöteten von Wades Bewachern anbietet, scheint die Situation hoffnungslos: Der Marshal ergibt sich unter diesen Umständen zusammen mit seinen Männern, wird jedoch trotzdem erschossen.
Evans aber gibt nicht auf. Er will die Sache zu Ende bringen und verlangt dafür von Butterfield 1000 Dollar für seine Frau, das sichere Geleit seines Sohns und die Sicherheit seiner Farm.
Auf dem Weg zum Zug schafft Wade es schließlich, Evans zu überwältigen. Allerdings nutzt er dies nicht aus, sondern unterstützt Evans nun sogar freiwillig auf dem Weg zum Zug, da Evans’ Versuch, für seine Familie zu kämpfen, ihn inzwischen stark beeindruckt hat. Am Zug geraten beide aber unter heftigen Beschuss durch Wades Bande, und am Ziel angekommen, wird Evans von Charlie Prince erschossen. Wade steigt daraufhin wieder aus dem Zug und erhält seinen Revolver von Prince zurück. Aus Wut über Evans’ Tod erschießt Wade aber nun seine eigene Bande sowie den loyalen Prince. Evans’ Sohn William wiederum verzichtet darauf, Wade zu töten: Freiwillig steigt er nun in den Zug, der ihn seiner Hinrichtung entgegenfährt. Damit erfüllt er Evans’ Versprechen an dessen Sohn, Wade zum Zug zu bringen, und so kann sich William mit Stolz an seinen Vater erinnern. In der letzten Szene allerdings pfeift Wade noch lächelnd nach seinem Pferd, das daraufhin dem Zug hinterhergaloppiert: Offensichtlich plant Wade eine erneute Flucht.

## Kritiken
„Klassischer, schnörkelloser Western für ‚Deadwood‘-Fans, der alte Mythen modern verpackt und mit hochkarätiger Action verknüpft. Diesem packenden Psychokrieg zwischen Christian Bale und Russell Crowe kann man sich schwer entziehen.“

„Remake des Western-Klassikers ‚Zähl bis drei und bete‘ (1956), der seinerzeit von der ironischen Brechung von Genre-Formen zehrte und bereits den Zynismus der Italowestern vorwegnahm. Der neue Film kompensiert seinen Mangel an Originalität durch Action, findet aber keinen Zugang zum Stoff, der über das heute nicht mehr wirksame Spiel mit traditionellen Genre-Formen hinausgehen würde.“

„3:10 to Yuma ist ein anfänglich harziger Spät-Western, der mit zunehmender Filmdauer an Spannung, Intensität und Action aufnimmt, ohne dabei den Fokus von der Beziehung zwischen dem einfachen Farmer und dem Verbrecher zu nehmen. Hervorragend gespielt, solide umgesetzt.“

James Berardinelli schrieb auf ReelViews, der Film gehöre nicht zu jenen Western, die das Weltbild in den Kategorien von Schwarz-Weiß vereinfachen würden. Er wende eine moderne Perspektive an. Christian Bale bringe „Intensität“ in seine Rolle, obwohl die von ihm dargestellte Figur keine Entwicklung durchlaufe. Die letzten 30 Minuten mit dem Showdown seien „meisterhaft ausgeführt“.
Michael Rechtshaffen lobte in der Zeitschrift The Hollywood Reporter vom 17. August 2007 die „kraftvollen“ Darstellungen von Christian Bale und Russell Crowe. Der Kritiker lobte außerdem die Darstellungen von Peter Fonda und des „perfekt psychotisch“ wirkenden Ben Foster, der den Stellvertreter Wades spielt. Rechtshaffen lobte darüber hinaus das Produktionsdesign von Andrew Menzies und die Filmmusik von Marco Beltrami.

## Auszeichnungen
Nebendarsteller Ben Foster und der Film erhielten Nominierungen bei den Satellite Awards 2007, das Schauspielerensemble für die Screen Actors Guild Awards 2008, Christian Bale 2008 für den London Critics Circle Film Award. Marco Beltrami wurde 2008 für die Filmmusik für den Broadcast Film Critics Association Award und den Oscar nominiert, darüber hinaus war der Ton für den Oscar nominiert.

## Hintergründe

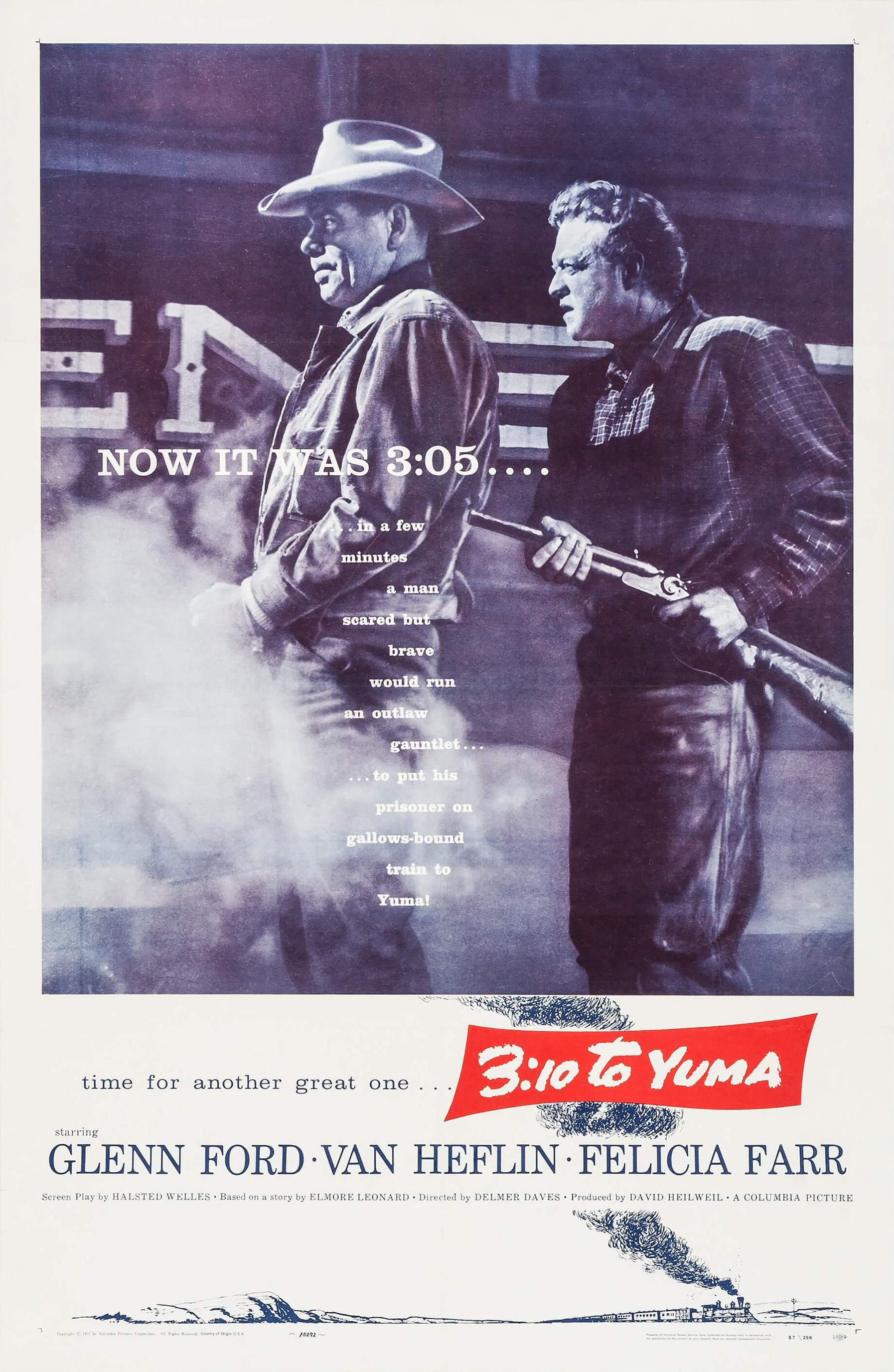
Filmplakat der Erstverfilmung Zähl bis drei und bete mit Glenn Ford und Van Heflin von 1957

Das Produktionsunternehmen Columbia Pictures beauftragte den Regisseur Mitte des Jahres 2003 mit der Neuverfilmung; es wurde in verschiedenen Orten in New Mexico gedreht. Die Produktionskosten betrugen schätzungsweise 50 Millionen US-Dollar. Der Film startete in den Kinos der USA am 7. September 2007 und spielte dort ca. 53,6 Millionen US-Dollar ein. In anderen Staaten wurden ca. 14,5 Millionen US-Dollar eingespielt, darunter fast 690.000 Euro in Deutschland – der deutsche Kinostart folgte am 13. Dezember 2007.

## Trivia
Die beiden Stellvertreter des Marshals von Contention, Harvey Pell und Sam Fuller, sind nach zwei Hilfssheriffs aus dem Film Zwölf Uhr mittags (1952) benannt.